# Gmina Koeru
Gmina Koeru (est. Koeru vald) – nieistniejąca gmina wiejska w Estonii, w prowincji Järva.
W 2017 roku Rząd Estonii podjął decyzję o włączeniu Koeru do gminy Järva, co spotkało się ze sprzeciwem zarządu gminy, preferującego fuzję z gminą Rakke. Sprawa trafiła do Sądu Najwyższego Estonii, który zadecydował na korzyść Rządu.
W skład gminy wchodziły:
- Alevik: Koeru.
- 26 wsi: Abaja, Aruküla, Ervita, Jõeküla, Kalitsa, Kapu, Koidu-Ellavere, Kuusna, Laaneotsa, Liusvere, Merja, Norra, Preedi, Puhmu, Rõhu, Salutaguse, Santovi, Tammiku, Tudre, Udeva, Vahuküla, Valila, Vao, Visusti, Vuti, Väinjärve.